# Orlando Morais
Orlando Morais (né à Goiânia au Brésil le 22 janvier 1962) est un chanteur brésilien.
Il est issu d'une famille de six frères et sœurs. Son père, Orlando de Morais est fermier et sa mère, Odícia Conceição de Fátima de Morais, est plasticienne. Ses talents musicaux se sont révélés à quatre ans lorsqu'il a commencé à jouer du piano[réf. nécessaire].
Orlando abandonne ses études de droit et s'installe à Rio de Janeiro. Il se marie en 1987 à l'actrice Glória Pires avec laquelle il aura trois enfants. En 1990, son premier album a été consacré par le Sharp-Awards au Brésil (équivalent des Grammy Awards). En 2004, il sera consacré "chanteur brésilien le plus programmé à la radio" grâce notamment à son album Tudo Certo sorti l'année précédente.
Il a collaboré de nombreux musiciens brésiliens tels que Caetano Veloso, Maria Bethania, Cazuza et Rosa Maria. Sting, Peter Gabriel et Youssou N'Dour sont présents sur le dernier album d'Orlando Morais, intitulé Alem Da Razao, sorti en 2009.
En 2009, Orlando se joint à Pascal Danaé et au producteur Jean Lamoot pour former le trio Rivière noire. L'album éponyme, qualifié par la radio Nova  comme Le retour aux racines africaines de la musique brésilienne, sort le 20 janvier 2014. 

## Discographie

### Albums
En solo
- Orlando Morais (1990)
- A Rota do Individuo (1991)
- Impar (1993)
- Abismo zen (1995)
- Agora (1997)
- Sete Vidas (1998)
- Na Paz (2001)
- Tudo Certo (2003)
- Tempo Bom (2005)
- Alem Da Razao (2009)

Avec Rivière Noire
- Rivière Noire (2014)

### DVD
- Sete Vidas (2011)